# Alkaline Trio (álbum)
Alkaline Trio é um álbum de compilação pela banda de Punk Rock de Chicago Alkaline Trio, realizado em 18 de Abril de 2000 pela Asian Man Records. Inclui todas as faixas dos EPs For Your Lungs Only (1998) e I Lied My Face Off (1999), e também as 2 músicas do single Sundials (1997) e várias faixas de outras compilações.

## Recepção
| Críticas profissionais | Críticas profissionais |
| Avaliações da crítica  | Avaliações da crítica  |
| Fonte                  | Avaliação              |
| ---------------------- | ---------------------- |
| Allmusic               | [ 1 ]                  |

Ari Wiznitzer do Allmusic elogiou a compilação, comparando as letras das músicas às letras de Blake Schwarzenbach e dizendo que "o que separa este registro de outras compilações do gênero é tanto sua consistência como seu sequenciamento excelente. Este é o melhor lote de músicas da banda desde Goddamnit, e, apesar de tomado por fontes diferentes, o registro tem os sentimentos de alguém que já ouve a banda há muito tempo".

## Faixas
Todas as músicas e letras foram escritas por Matt Skiba, Dan Andriano e Glenn Porter, exceto onde foi notado.
| N.º | Título                                                                        | Duração |  |
| 1.  | "Goodbye Forever" (de I Lied My Face Off, 1999)                               | 2:50    |  |
| 2.  | "This Is Getting Over You" (de I Lied My Face Off, 1999)                      | 4:47    |  |
| 3.  | "Bleeder" (de I Lied My Face Off, 1999)                                       | 4:30    |  |
| 4.  | "I Lied My Face Off" (de I Lied My Face Off, 1999)                            | 4:09    |  |
| 5.  | "My Friend Peter" (de Magnetic Curses, 2000)                                  | 2:14    |  |
| 6.  | "Snake Oil Tanker" (de For Your Lungs Only, 1998)                             | 1:22    |  |
| 7.  | "Southern Rock" (de For Your Lungs Only, 1998)                                | 3:04    |  |
| 8.  | "Cooking Wine" (de For Your Lungs Only, 1998)                                 | 2:19    |  |
| 9.  | "For Your Lungs Only" (de For Your Lungs Only, 1998)                          | 2:26    |  |
| 10. | "The Exploding Boy" (de Pocket Bomb, 1999, originalmente tocado por The Cure) | 2:57    |  |
| 11. | "Sundials" (de "Sundials", 1997)                                              | 3:43    |  |
| 12. | "Nose Over Tail" (de "Sundials", 1997)                                        | 2:35    |  |
| 13. | "'97" (de Marc's a Dick and Gar's a Drunk: The Johann's Face Story, 1997)     | 4:32    |  |

## Envolvidos
- Matt Skiba - Vocais, Guitarra, vocais de apoio nas faixas 2 e 4.
- Dan Andriano - Baixo, vocais nas faixas 2 e 4, vocais de apoio(faixas 1-10).
- Glenn Porter - Bateria, percussão.
- Rob Doran - Baixo, vocais de apoio(faixas 11-13).